# Illice biota
Illice biota är en fjärilsart som beskrevs av Dyar 1910. Illice biota ingår i släktet Illice och familjen björnspinnare. Inga underarter finns listade i Catalogue of Life.